# Aster karłowaty
Aster karłowaty (Symphyotrichum dumosum) – gatunek byliny należący do rodziny astrowatych. Pochodzi z Ameryki Północnej. W Polsce nie występuje dziko. Jest uprawiany w wielu krajach świata jako roślina ozdobna.

## Nazewnictwo
Dawniej zaliczany był do rodzaju aster jako Aster dumosus L. i stąd jego polska nazwa aster. Jednak według nowych ujęć taksonomicznych przeniesiony został do innego rodzaju i obecnie prawidłowa jego nazwa to Symphyotrichum dumosum. Nie utworzono jednak nowej nazwy polskiej i nadal nazywany jest astrem.

## Morfologia
PokrójOsiąga wysokość 20–40 cm.
LiściePojedyncze, wąskolancetowate.
KwiatyNiebieskoliliowe, zebrane w koszyczki. Środek koszyczka złożony z kwiatów rurkowych jest żółty. Kwitnie od sierpnia do października.

## Uprawa
Roślina ozdobna: dość popularna i cenna z uwagi na dużą wartość dekoracyjną. Nadaje się na rabaty, do obsadzania skarp i murków. Jest łatwa w uprawie. Najlepiej rośnie na słonecznym stanowisku lub w półcieniu, na przepuszczalnej i żyznej ziemi. Powinna mieć stale wilgoć w glebie. Po przekwitnięciu rośliny przycina się przy ziemi. Rozmnaża się przez podział jesienią lub wiosną przez zdrewniałe sadzonki. Może być atakowana przez mączniaka prawdziwego astrowatych, mszyce i ślimaki.